# Stephen Geller
Pour les articles homonymes, voir Geller.
Stephen Geller, né à Los Angeles en Californie, est un scénariste et un écrivain américain, auteur de roman policier.

## Biographie
Fils de Harry Geller, musicien et compositeur de musiques de films, inscrit sur la liste noire de Hollywood, Stephen Geller passe une partie de sa jeunesse en Europe. De retour aux États-Unis, il suit des études au Dartmouth College puis à l'université Yale.
En 1969, il s’installe à Rome où il écrit le scénario de Cosa Nostra réalisé par Terence Young. En 1972, il écrit l'adaptation cinématographique du roman de Kurt Vonnegut Abattoir 5 ou la Croisade des enfants, film réalisé par George Roy Hill sous le titre Abattoir 5. Il reste seize ans en Italie avant de revenir à Hollywood en 1986.
En 1966, il publie son premier roman Où grincent les chimères (She Let Him Continue) racontant l'histoire d'un jeune mythomane se faisant passer pour un agent de la CIA auprès d'une adolescente meurtrière, perverse et manipulatrice. En 1967, il écrit Crocs rouges (Pit Bull) qui est, selon Claude Mesplède, un « roman sur le milieu de chiens de combat est, comme le précédent, inoubliable ». 

## Œuvre

### Romans
- She Let Him Continue, 1966 
  - Où grincent les chimères, Série noire no 1122, 1967
- Pit Bull, 1967
  - Crocs rouges, Série noire no 1213, 1968
- Joop's Dance, 1969
- Feist, 2012
- Jews On The Moon, 2013
- Jews Beyond Jupiter, 2013
- Jews In Black Holes, 2013
- Jews and the Theories of String, 2013
- A Warning of Golems, 2013

## Filmographie

### Adaptations
- 1968 : Les Pervertis, film américain, adaptation de She Let Him Continue réalisée par Noel Black
- 1996 : Pretty Poison, film TV, adaptation de She Let Him Continue réalisée par David Burton Morris
- 2005 : Mother's Little Helpers, film américain, adaptation réalisée par Stephen Geller

### En tant que scénariste pour le cinéma
- 1972 : Cosa Nostra, film franco-italien réalisé par Terence Young
- 1972 : Abattoir 5, film américain réalisé par George Roy Hill
- 1979 : Ashanti, film américain réalisé par Richard Fleischer
- 1979 : Cuppa Cabby, Piece o' Pie, court métrage américain réalisé par Tom Danon

### En tant que scénariste pour la télévision
- 1992 : Warburg, le banquier des princes, mini-série télévisée

## Sources
- Claude Mesplède, Les Années Série noire vol.3 (1966-1972) Encrage « Travaux » no 22, 1994
- Claude Mesplède et Jean-Jacques Schleret, SN Voyage au bout de la Noire, Futuropolis, 1982